# Soeira, Fresulfe e Mofreita
Soeira, Fresulfe e Mofreita (llamada oficialmente União das Freguesias de Soeira, Fresulfe e Mofreita) es una freguesia portuguesa del municipio de Vinhais, distrito de Braganza.

## Historia
Fue creada el 28 de enero de 2013 en aplicación de una resolución de la Asamblea de la República de Portugal promulgada el 16 de enero de 2013 con la unión de las freguesias de Fresulfe, Mofreita y Soeira, pasando su sede a estar situada en la antigua freguesia de Fresulfe.

## Demografía
| Gráfica de evolución demográfica de Soeira, Fresulfe e Mofreita entre 2011 y 2021 |
|                                                                                   |
| Datos según el nomenclátor publicado por el INE portugués.                        |